# Yatenga (Provinz)
Yatenga ist eine Provinz in der Region Nord im westafrikanischen Staat Burkina Faso mit 663.393 Einwohnern auf 6987 km².
Die Provinz besteht aus den Departements Barga, Kaïn, Kalsaka, Kossouka, Koumbri, Namissiguima, Ouahigouya, Oula, Rambo, Séguénéga, Tangaye, Thiou und Zogoré. Hauptstadt ist Ouahigouya, die Provinz ist benannt in Anlehnung an das historische Reich Yatenga.